# 牛白血病ウイルス
牛白血病ウイルス（うしはっけつびょうウイルス、英: bovine leukemia virus、BLV）とは、ヒトの腫瘍ウイルスであるHTLV-Iに近縁のウシのウイルスである。
牛白血病ウイルスは血液や乳汁のBリンパ球のDNAにプロウイルスとして組み込まれるレトロウイルスである。牛白血病ウイルスはTaxと呼ばれるタンパク質をコードするがん遺伝子を含む。しかしながら自然宿主であるウシでは牛白血病発生は稀である。牛白血病ウイルスの腫瘍形成能は早くから発見され、牛白血病ウイルスのヒトに対する病原性の調査もまもなく開始された。しかし白血病が認められたウシの生乳を飲用する牧場労働者の大部分からは、白血病などウイルス感染によるいかなる症状も認められなかったため、米国の多くの州でウイルス感染の撲滅活動が行われることはなかった。近年になって初めてウシからウイルスが検出されるようになり、検査手法も変更された。「近年になってやっとウェスタン・ブロット法やELISA法など、現在使用されている感度の高い検査法がヒトの血清検査に用いられるようになった。Buehringら(2003)はウェスタン・ブロット法により検査したヒトの血清の74%にBLV p24 capsid抗原に対する抗体を検出した。そのうち反応性の高いものをいくつか標本に取り従来型の検査手法のひとつを用いて検査したところ、陽性反応を示した標本は皆無であった」。
米国農務省の調査で、牛白血病ウイルスの感染率が高いことが判明した。「2007年の酪農調査の一環として、30頭以上の乳牛を保有する事業所534カ所から大規模貯乳槽に集められた牛乳について、牛白血病ウイルスに対する抗体がないか酵素関連免疫吸着剤アッセイ（ELISA）により検査したところ、調査した全米の乳牛事業所のうち牛白血病ウイルスに陽性反応を示した事業所は83.9%にのぼった（表1）」。

## 伝播経路
牛白血病の伝播経路は多数存在する。重要な感染経路として、除角、ワクチン接種、耳標の取り付けのさい、器具や針の連続使用や消毒不十分により血液を介して牛白血病ウイルスが伝播することが挙げられる。また検査用の袖あてなしで直腸検査を行うことで感染のリスクが生じ、不慣れな検査者による検査や頻繁な検査でリスクはさらに高まる。初乳、乳汁、尿への曝露による伝播は通常の場合比較的小規模と考えられている。胎内胎児感染や人工授精も、通常の器具や検査用袖あてを使用しなかった場合に小規模ながら新規感染の原因となる。吸血昆虫を介した伝播の報告もあるが、リスクの程度はわかっていない。ポイントは、伝播は主にウイルスに感染したリンパ球の動物間移動によることと、牛白血病ウイルスに陽性反応を示しリンパ球が増加している動物が感染源となる可能性が高いことであるといえるだろう。
一般的に牛白血病ウイルスはウシに単核症(en:mononucleosis)様の良性疾患を引き起こす。一部のウシのみ地方病性牛白血病と呼ばれるB細胞性白血病に進行する。自然環境下ではウイルスは乳汁を介して伝播する。リンパ球から伝播することもある。よって人工感染には感染細胞またはより安定で熱抵抗性のあるDNAが用いられる。ウイルス粒子は検出が困難で、人工的な感染伝播の目的では用いられない。自然界でのレゼルボアはスイギュウであると考えられている。
ヨーロッパでは感染動物の淘汰によるウイルスの撲滅が試みられている。最初に感染の撲滅に成功した国はデンマークと考えられており、すぐにイギリスが続いた。北アメリカと同じく、東ヨーロッパでもウイルスの排除を行っていなかったが、東欧では20世紀末の政治情勢の転換により牛白血病撲滅の取り組みが開始されている。しかし、米国農務省の調査報告によると「1996年の酪農調査でウシ白血病ウイルス感染率が高かったことが判明したが、これは、疾病コントロールの目的からすると、検査で血清陽性動物を淘汰することは費用効果が低いことを示唆する。代案として、感染予防策の実践により疾病拡大を防ぐほうが効果的である」という。
感染実験では多くの動物に感染を認めるが、自然感染はウシとスイギュウ以外の動物では稀である。ヒツジにおける感染実験では多くが白血病により死亡する。ウサギではウサギスナッフル（rabbit-snuffles、ヒトにおける良性スナッフル(en:snuffles)とは別の疾病）に類似した致死性の後天性免疫不全症候群様の症状が認められる。しかし、自然発症した場合のこのウサギの疾病と牛白血病ウイルスとの関係はよくわかっていない。「人為的なウイルス接種により多くの種に感染させることができるものの、自然感染はウシ（Bos taurus、Bos indicus）、スイギュウ、カピバラにしかみられない。ヒツジは感染実験にはよく反応し、ウシより高い比率で、またウシよりも若齢で腫瘍を形成する。また感染実験により持続的な抗体反応がシカ、ウサギ、ラット、モルモット、ネコ、ヒツジ、アカゲザル、チンパンジー、カモシカ、ブタ、ヤギ、スイギュウで検出される」。
精肉業者や食肉処理場の従業員の癌発症と関連がある可能性もあり、長期的研究の必要性もあるかもしれない。「牛白血病ウイルスが、特に感染牛からの牛乳飲用によりヒトに疾患を引き起こすかを調べるために研究が行われている。しかしウシから感染したとする決定的な証拠はなく、現在のところ牛白血病ウイルスはヒトには有害性はないとされている」。

## 研究
牛白血病ウイルスとHTLV-Iは遺伝的に近縁であるため牛白血病ウイルスの研究は重要である。牛白血病の研究はHTLV-Iにより引き起こされる成人T細胞白血病、HMS/TSP様神経障害の理解に有用である。